# Ballan-Miré
Ballan-Miré település Franciaországban, Indre-et-Loire megyében. Lakosainak száma 8347 fő (2022. január 1.). Ballan-Miré La Riche, Artannes-sur-Indre, Druye, Joué-lès-Tours, Saint-Genouph és Savonnières községekkel határos.

## Népesség
A település népességének változása:
| Lakosok száma | 2618 | 4491 | 5937 | 7541 | 7987 | 7911 | 7975 | 8102 | 8083 | 8347 |
|               | 1968 | 1982 | 1990 | 2006 | 2013 | 2015 | 2017 | 2019 | 2020 | 2022 |